# Богонос (приток Оськиной)
Богонос — ручей в Томской области России, правый приток реки Оськина (бассейн Оби). Протекает по территории Кривошеинского и Молчановского районов.
Берёт начало в лесной, болотистой местности на северной окраине Кривошеинского района. Высота истока около 65 м над уровнем моря. Течёт преимущественно на северо-запад, вблизи устья поворачивает на запад. Правый берег Богоноса от пересечения реки и границы районов до устья входит в Верхне-Соровский заказник. Впадает в реку Оськина справа на высоте около 62 м над уровнем моря.